# Promontoire de l'Argentario
Le promontoire de l'Argentario (en italien : promontorio dell'Argentario) est une zone naturelle protégée italienne qui comprend le promontoire homonyme situé dans la municipalité de Monte Argentario, située dans le secteur sud-ouest de la province de Grosseto, en Toscane. La région est bordée par la mer Tyrrhénienne entre les îles de Giglio et de Giannutri.
Les deux centres habités situés sur le promontoire sont Porto Santo Stefano (au nord-ouest), qui abrite le siège municipal de Monte Argentario, et Porto Ercole au sud-est, qui a des origines plus anciennes.

## Description

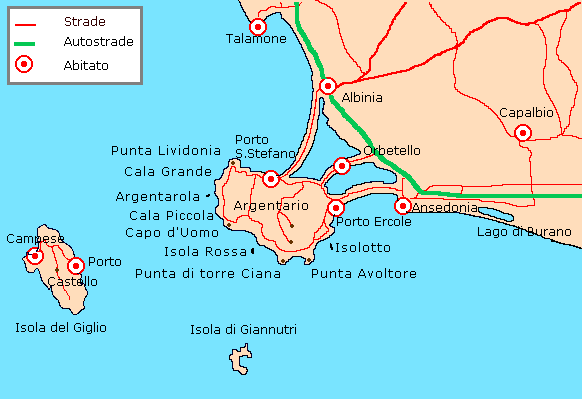
Cartographie du promontoire.

Le mont Argentario, haut de 635 m, est bordé au nord par la lagune d'Orbetello. Elle n'est reliée au continent que par deux passages de terre, le tombolo de Giannella au nord et de Feniglia au sud.
Le promontoire de l'Argentario est un site d'intérêt régional (SIR 125), bien qu'en tant qu'aire protégée, il ne soit pas inclus dans le système régional de protection. Il a été proposé comme site d'importance communautaire (SIC) et est protégé en tant que zone de protection spéciale (ZPS), en particulier en référence au littoral rocheux de falaises, d'un grand intérêt naturel et paysager.
La côte du promontoire est insérée dans le sanctuaire des cétacés créé en 1991 comme Aire spécialement protégée d'importance méditerranéenne et zone marine naturelle protégée d'intérêt international.

### Faune
La conservation de l'avifaune de la garrigue et des milieux rocheux présente un intérêt notable : il existe de nombreuses formes endémiques, certaines exclusives, et de nombreux éléments d'intérêt biogéographique, de même que diverses espèces rares d'oiseaux nicheurs sont liées aux falaises non perturbées. La présence de la fauvette sarde nicheuse est à noter ; de la fauvette à lunettes nicheuse, probablement régulière ; de la fauvette orphée nicheuse, à confirmer comme telle ces dernières années ; du bruant ortolan se reproduisant dans des zones récemment brûlées, à confirmer ces dernières années ; de la pie-grièche à poitrine rose nicheuse, à confirmer comme telle ces dernières années ; du traquet oreillard et du bruant mélanocéphale parmi les oiseaux nicheurs ; du traquet motteux peut-être un nicheur régulier. Bien que fréquent le long des côtes, aucune trace de nidification du goéland d'Audouin n'a jamais été signalée. La nidification du faucon crécerellette récemment signalé est vraisemblablement irrégulière, tandis que le circaète Jean-le-Blanc est un nicheur possible.
Parmi les mammifères prédateurs figurent les espèces Felis silvestris et Martre des pins. Parmi les amphibiens, il y a le Discoglossus sardus, une espèce endémique de la zone méditerranéenne occidentale ; parmi les reptiles on note la présence du Euleptes europaea et de la tortue d'Hermann, de l'Elaphe quatuorlineata. Présence du papillon Euplagia quadripunctaria et d'autres espèces endémiques.

### Flore
Du règne végétal, il convient de souligner les forêts de pins et les pentes de la montagne, peuplées d'épais maquis méditerranéen. On y trouve aussi l'Ampelodesmos mauritanicus et un très riche contingent d'orchidées sauvages qui comprend plus de 40 espèces différentes dont l'endémique Ophrys sphegodes argentaria.